# 葛飾川
葛飾川（かつしかがわ）は、千葉県船橋市を流れる普通河川である。

## 地理
船橋市上山町1丁目の上山公園に源を発し南東へ流れる。古作4丁目付近で南西方向に流れを変え、道路脇を流れる。上流部は柵で囲まれており、河道には梁が渡され、更に上流部では木が生い茂って河道を被っているため、外見も目立たず水面の様子はほとんど確認できない。下水道整備が進んだ現在は水が枯れている。
古作3丁目付近より大部分が暗渠になり、マンション等の合間を進んでゆく。船橋市立葛飾小学校・船橋市立葛飾中学校の校庭西脇を過ぎると京成本線京成西船駅近くを越える。この付近でわずかに地上に出る様子も見られる。勝間田公園を過ぎると公園南西より道路の地下を進むが、ここより道路の舗装の違いから河道が確認できる。総武本線を越え日枝神社より南西の道へと進み、市川市との市境で二俣川に合流する。
かつては旧大川、新川などと呼ばれ、河川幅も広くフナなど多くの魚が生息していた。江戸時代には古作まで船が乗り入れていたという記録もあり、船が沈んだと言われている古作の一本松のような場所も存在する。

## 治水
葛飾川の河道は合流式の公共下水道事業に利用されており、地下水位も高いことから防災機能を活かすことも検討されている。葛飾1号幹線下水道の整備が完了する2006年（平成18年）度までは、下流部の浸水被害対策として現在の古作4丁目に古作町調整池があった。調整池保全の陳情も出されたが、河川改修ないし下水道整備の完了までの間暫定設置されたものであり土地区画整理事業の進展とともに姿を消した。
また葛飾川の上部利用についても様々な検討がなされている。葛飾川の西側には中山競馬場から京成西船駅・西船橋駅へと抜ける市道03-041号線（競馬で金を使い果たした人々の帰り道であることから「オケラ街道」と通称される）があるが、この道は更に西側の千葉県道180号松戸原木線や、あるいは東側の市道葛飾印内線の混雑時の抜け道である。だが葛飾小や葛飾中、西船保育園などが沿道にあるため児童が多く利用する道であり、幅員の狭さが安全上問題視されている。そのため代わりの通行路として葛飾川上部を歩行者専用道路とする整備計画が進められている。一方で「葛飾川せせらぎの会」と称するNPO団体が存在し、川の上部利用を検討する場で川を清流とするべきだという一方的な主張をし、教育委員会を後ろ盾に近隣小学校にまで入会案内のチラシを配り歩く非常識な振る舞いが地域住民に顰蹙を買う様子も見受けられている。

## 参考資料
- 船橋市議会会議録　平成10年第4回定例会会議録（第7号・8）
- 船橋市議会会議録　平成11年第4回定例会会議録（第4号・2）
- 船橋市議会会議録　平成20年第3回定例会会議録（第6号・5）
- 船橋市議会会議録　平成22年第4回定例会会議録（第7日・5）
- 船橋市・市政懇談会記録20